# بیگانگان: استعمار تفنگداران دریایی
بیگانگان: استعمار تفنگداران دریایی (به انگلیسی: Aliens: Colonial Marines) یک بازی ویدئویی در سبک تیراندازی اول شخص است که توسط شرکت گیرباکس طراحی و ساخته شد و سگا آن را منتشر نمود. این بازی برای پلت‌فرم‌های مایکروسافت ویندوز، پلی‌استیشن ۳ و ایکس‌باکس ۳۶۰ عرضه شد که نخستین انتشار آن در ۱۲ فوریه ۲۰۱۳ بود. این بازی با موتور آنریل ساخته شده و در سری بیگانه قرار دارد.

## بازتاب‌ها
| گردآورنده  | امتیاز                                 |
| ---------- | -------------------------------------- |
| گیم‌رنکینگز | (X360) ۴۸٫۵۳٪ (PS3) ۴۰٫۰۰٪ (PC) ۳۷٫۹۱٪ |
| متاکریتیک  | (X360) ۴۸/۱۰۰ (PC) ۴۵/۱۰۰ (PS3) ۴۳/۱۰۰ |

| ناشر                    | امتیاز |
| ----------------------- | ------ |
| دستراکتید               | ۲٫۵/۱۰ |
| اج                      | ۵/۱۰   |
| الکترونیک گیمینگ مانثلی | ۹/۱۰   |
| یوروگیمر                | ۳/۱۰   |
| گیم اینفورمر            | ۴/۱۰   |
| گیم‌اسپات                | ۴٫۵/۱۰ |
| گیم‌تریلرز               | ۵٫۹/۱۰ |
| آی‌جی‌ان                  | ۴٫۵/۱۰ |
| جویستیک                 | [ ۱۸ ] |
| اوپی‌ام (ایالات متحده)   | ۶/۱۰   |
| پی‌سی گیمر (بریتانیا)    | ۴۸/۱۰۰ |

## External links
- Aliens: Colonial Marines در سگا
- Aliens: Colonial Marines در Gearbox Software